# Präsident Islands
Der Präsident Islands (isländisch forseti Íslands) ist das gewählte Staatsoberhaupt Islands.
Seit der Unabhängigkeit von Dänemark im Jahre 1944 gab es sechs Präsidenten. Der erste Präsident war Sveinn Björnsson. Seit 2024 ist die derzeitige Mandatsträgerin Halla Tómasdóttir.
Bis 1973 war der Sitz des Präsidenten das Parlamentshaus Alþingishúsið. Seither befindet er sich im Herrenhof Bessastaðir in der Gemeinde Garðabær (bis 2012 Álftanes).

## Voraussetzungen für eine Wahl
Jeder Kandidat benötigt eine Anzahl von 1.500 bis 3.000 wahlberechtigten Unterstützern und muss allgemein wahlberechtigt und mindestens 35 Jahre alt sein.

## Wahl
Der Präsident wird in allgemeiner, direkter und geheimer Wahl in einem Wahlgang, ohne Stichwahl (also oft mit relativer Mehrheit) für eine Amtszeit von vier Jahren gewählt. Kandidiert nur eine Person, findet eine stille Wahl statt, das heißt, ein Urnengang entfällt und die kandidierende Person muss die Amtsannahme lediglich offiziell erklären. Die Anzahl der Amtsperioden eines Präsidenten wird von der Verfassung nicht begrenzt.

## Befugnisse
Der Staatspräsident hat laut Verfassung umfangreiche Vollmachten: Er ernennt und entlässt ohne Parlamentsabstimmung die Regierungsmitglieder, vertritt Island völkerrechtlich und übt die Gesetzgebung zusammen mit dem Parlament Althing aus. Der letztgenannte Punkt manifestiert sich in einem beschränkten Vetorecht. Gesetze können zwar auch ohne seine Zustimmung in Kraft treten, sie müssen dann allerdings unmittelbar einem Plebiszit unterworfen werden. Dies kann nur einmal pro Legislaturperiode geschehen.
Tatsächlich beschränkt sich der Präsident traditionell auf repräsentative Aufgaben und ernennt denjenigen zum Ministerpräsidenten, den eine Mehrheit im Parlament benannt hat. Als im Jahr 2005 Präsident Ólafur Ragnar Grímsson zum ersten Mal in der Geschichte der isländischen Demokratie von seinem Vetorecht Gebrauch machte, wurde ihm dieses Recht von angesehenen Staatsrechtlern prompt abgesprochen, unter anderem mit dem Argument, die traditionelle politische Enthaltsamkeit der Amtsträger habe eine Verfassungswirklichkeit begründet, die den Buchstaben der Verfassung vorausgehe. Das Gesetz wurde letztlich zurückgezogen, zu einer Abstimmung kam es nicht mehr.
Die isländische Verfassung legt fest, dass die Befugnisse des Präsidenten an den Premierminister, den Präsidenten des Althings und den Präsidenten des höchsten Gerichts übergehen, wenn der Präsident sein Amt vor Ort nicht ausüben kann, etwa bei Reisen oder Operationen unter Anästhesie.

## Amtszeiten
Alle ehemaligen isländischen Präsidenten haben mehrere Amtszeiten amtiert. Sveinn Björnsson, der erste Präsident, wurde zuerst für ein Jahr gewählt und starb während seiner zweiten vierjährigen Amtszeit. Der auf ihn folgende Ásgeir Ásgeirsson amtierte sechzehn, Kristján Eldjárn zwölf Jahre. Vigdís Finnbogadóttir, die erste demokratisch in ein Präsidentenamt gewählte Frau der Welt, trat nach vier Amtszeiten nicht mehr an. Ólafur Ragnar Grímsson war Amtsinhaber über fünf Wahlperioden von 1996 bis 2016.

## Amtsinhaber
| #  | Bild                          | Name                            | Amtszeit                      | Kommentar |
| -- | ----------------------------- | ------------------------------- | ----------------------------- | --- |
| 1. | Sveinn Björnsson              | Sveinn Björnsson (1881–1952)    | 15. Juni 1944–25. Januar 1952 | Sveinn war der erste Präsident Islands sowie zuvor Regent von Island. 1944 wurde er direkt vom Althing für ein Jahr gewählt. Seine Amtszeit verlängerte sich 1945 und 1949, da es keine Gegenkandidaten gab. Sveinn war bislang der einzige Präsident, der in seiner Amtszeit verstarb.                                                                          |
| 2. | Ásgeir Ásgeirsson             | Ásgeir Ásgeirsson (1894–1972)   | 1. August 1952–31. Juli 1968  | Ásgeir war der erste vom Volk gewählte Präsident. Nach seiner Wahl 1952 wurde seine Amtszeit 1956, 1960 und 1964 verlängert, da es keine Gegenkandidaten gab. |
| 3. | Kristján Eldjárn              | Kristján Eldjárn (1916–1982)    | 1. August 1968–31. Juli 1980  | Kristján gewann die Wahl 1968 und hatte 1972 und 1976 keine Gegenkandidaten. |
| 4. | Vigdís Finnbogadóttir (1985)  | Vigdís Finnbogadóttir (* 1930)  | 1. August 1980–31. Juli 1996  | Vigdís war das erste gewählte weibliche Staatsoberhaupt der Welt. Sie gewann die Wahl 1980. 1984 und 1992 hatte sie keine Gegenkandidaten. In der Wahl 1988 setzte sie sich gegen Sigrún Þorsteinsdóttir durch. Es war das erste Mal in der Geschichte Islands, dass ein bereits amtierender Präsident von einem Gegenkandidaten herausgefordert wurde.          |
| 5. | Ólafur Ragnar Grímsson (2010) | Ólafur Ragnar Grímsson (* 1943) | 1. August 1996–31. Juli 2016  | Ólafur gewann die Wahl 1996 mit 41 Prozent der Wählerstimmen. 2000 hatte er keine Gegenkandidaten, 2004 gewann er die Wahl. 2008 hatte er erneut keinen Gegenkandidaten, 2012 wurde er mit 52 Prozent der Stimmen wiedergewählt. Ólafur ist der erste isländische Präsident, der von seinem Vetorecht Gebrauch gemacht hat, und der erste mit fünf Amtsperioden. |
| 6. | Guðni Th. Jóhannesson (2016)  | Guðni Th. Jóhannesson (* 1968)  | 1. August 2016–31. Juli 2024  | Guðni gewann die Wahl 2016 mit 39 Prozent der Wählerstimmen vor der Unternehmerin Halla Tómasdóttir mit 28 Prozent und sieben weiteren Kandidaten. In der Wahl 2020 wurde er mit 92,2 Prozent der Stimmen wiedergewählt; einziger Gegenkandidat war Guðmundur Franklín Jónsson.                                                                                  |
| 7. | Halla Tómasdóttir (2024)      | Halla Tómasdóttir (* 1968)      | 1. August 2024–amtierend      | Halla gewann die Wahl 2024 mit 34 Prozent der Wählerstimmen vor der ehemaligen Premierministerin Katrín Jakobsdóttir mit 25 Prozent und zehn weiteren Kandidaten. |